# Sergei Jurjewitsch Terechow
Sergei Jurjewitsch Terechow (russisch Сергей Юрьевич Терехов; * 27. Juni 1990 in Brjansk) ist ein russischer Fußballspieler.

## Karriere

### Verein
Terechow begann seine Karriere bei Dynamo Brjansk. Zur Saison 2008 rückte er in den Profikader von Brjansk. Sein Debüt in der Perwenstwo FNL gab er im April 2008 gegen Ural Jekaterinburg. Bis Saisonende kam er zu 30 Zweitligaeinsätzen. Mit dem Verein stieg er zu Saisonende jedoch aus der zweiten Liga ab.
Daraufhin wechselte er zur Saison 2009 zum Erstligisten FK Dynamo Moskau. Im Oktober 2009 debütierte er gegen Tom Tomsk für Dynamo in der Premjer-Liga. In der Saison 2009 kam er zu drei Erstligaeinsätzen. Im August 2010 wurde Terechow an den Zweitligisten FK Chimki verliehen. Für Chimki kam er bis zum Ende der Spielzeit 2010 zu elf Zweitligaeinsätzen. Zur Saison 2011/12 wurde er an Baltika Kaliningrad weiterverliehen. In Kaliningrad absolvierte er zwölf Zweitligapartien, ehe er in der Winterpause jener Saison nach Moskau zurückkehrte.
Im Januar 2013 verließ er Dynamo schließlich endgültig und schloss sich dem Zweitligisten Wolgar Astrachan an. Für Astrachan kam er bis zum Ende der Saison 2012/13 zu zwölf Zweitligaeinsätzen, mit dem Verein stieg er allerdings zu Saisonende in die Perwenstwo PFL ab. In der dritthöchsten Spielklasse absolvierte er in der Saison 2013/14 32 Spiele und stieg mit Wolgar direkt wieder in die zweite Liga auf. In dieser kam er 2014/15 zu 32 und 2015/16 zu 31 Einsätzen.
Zur Saison 2016/17 kehrte Terechow zum Ligakonkurrenten Dynamo Moskau zurück. Für Dynamo kam er in jener Spielzeit zu 24 Zweitligaeinsätzen und stieg mit dem Klub zu Saisonende in die Premjer-Liga auf. Nach 13 Erstligaeinsätzen für die Moskauer wechselte er im Januar 2018 zum Zweitligisten FK Orenburg. Mit Orenburg stieg er am Ende der Spielzeit 2017/18 ebenfalls in die Premjer-Liga auf. In dieser kam er zu 55 Einsätzen für Orenburg, ehe er mit dem Verein am Ende der Saison 2019/20 wieder in die Perwenstwo FNL abstieg. Im August 2020 wechselte er daraufhin leihweise zum Erstligisten FK Sotschi. Im Juni 2021 wurde er von Sotschi nach 27 Einsätzen während der Leihe fest verpflichtet. In der Saison 2021/22 absolvierte er 25 Partien, in der Saison 2022/23 kam er zu 27 Einsätzen im Oberhaus.
Im August 2023 wechselte Terechow zurück zum Zweitligisten Chimki.

### Nationalmannschaft
Terechow spielte 2010 zweimal für die russische U-21-Auswahl. Im Oktober 2021 debütierte der mittlerweile 31-jährige im A-Nationalteam, als er in der WM-Qualifikation gegen die Slowakei in der Startelf stand.